# Gustaf Fredrik von Wright
Gustaf Fredrik von Wright, född 20 juni 1766 i Tammela socken, död 13 maj 1811 på Hiisi i Lojo socken, var en svensk militär.
Gustaf Fredrik von Wright var son till landshövdingen överstelöjtnant Georg Henrik von Wright och Vendela Regina Borgström. Han blev korpral vid Nylands infanteriregemente 1774, furir där 1776, sergeant vid livdragonregementet 1780, blev ridpage samma år och kornett vid Nylands dragonregemente 1784. von Wright blev löjtnant vid Lätta livdragonregementet 1789, kapten där 1793, major 1801 samt överste i armén och var sekundchef för Nylandsbrigadens dragonkår 1805–1809. Han blev kvar sedan svenska armén retirerat från Brahestad i april 1808 och gav sig fången hos ryssarna, för vilket han senare ställdes till ansvar. von Wright blev 1800 riddare av Svärdsorden.